# Rize of the Fenix
Rize of the Fenix – trzeci album studyjny amerykańskiego zespołu Tenacious D, wydany 14 maja 2012 roku przez Columbia Records. W 2013 roku został nominowany do nagrody Grammy w kategorii „Best Comedy Album”.

## Lista utworów
1. „Rize of the Fenix” – 5:53
2. „Low Hangin’ Fruit” – 2:31
3. „Classical Teacher” – 3:23
4. „Señorita” – 3:08
5. „Deth Starr” – 4:46
6. „Roadie” – 2:58
7. „Flutes & Trombones” – 1:28
8. „The Ballad of Hollywood Jack and the Rage Kage” – 5:05
9. „Throw Down” – 2:56
10. „Rock is Dead” – 1:44
11. „They Fucked Our Asses” – 1:08
12. „To Be the Best” – 1:00
13. „39” – 5:16

Przedpremierowe wydanie iTunes
1. „5 Needs” – 1:36

Wydanie Deluxe
1. „Quantum Leap” – 3:50
2. „Rivers of Brown” – 1:23